# Philippe III de Hesse-Butzbach
Pour les articles homonymes, voir Philippe III.
Philippe III, né le 26 décembre 1581 à Darmstadt et mort le 28 avril 1643, est landgrave de Hesse-Butzbach de 1609 à sa mort.
Fils de Georges Ier de Hesse-Darmstadt et de Madeleine de Lippe, il épouse en premières noces Anne-Marguerite de Dioepholz, puis Christine-Sophie de Frise Orientale. Il n'a pas d'enfants.